# Le Prince Rostislav
Le Prince Rostislav est un poème symphonique pour grand orchestre de Sergei Rachmaninov. 
Il s'agit d'une de ses œuvres d'études, et de sa première grande pièce orchestrale (en fait, Rachmaninov avait écrit en 1890 un poème symphonique, Manfred, mais le manuscrit en a été perdu). Elle fut composée en décembre 1891, le compositeur avait alors seulement dix-huit ans. On y relève facilement l'influence des maîtres russes, Tchaïkovski, Rimski-Korsakov ou Balakirev (Tamara), mais aussi la noirceur de ses futures œuvres orchestrales (Le Roc, L'Île des Morts et les Symphonies). 
Le poème est inspiré ou censé illustrer une pièce d'Alexis Tolstoï : le prince Rostislav, tué dans une bataille, gît au fond d'un fleuve. Il pousse des cris de désespoir, car il sait que tous ceux qu'il aime l'ont oublié, et sa femme a épousé un autre homme. Il s'enfonce dans l'oubli, seulement réconforté par les nymphes de la rivière.
Rachmaninov dédia son œuvre à son professeur Anton Arenski, mais la dédaigna ensuite et elle ne fut créée, comme le Scherzo en ré mineur, qu'à Moscou le 2 novembre 1945 sous la direction de Nicolai Anasov, et éditée en 1947.